# Lisa Heiss
Lisa Heiss (auch: Ly Heiss; * 2. Februar 1897 in Stuttgart als Elisabeth Katharina Heiss; † 15. März 1981 in Mainz) war eine deutsche Schriftstellerin.

## Leben
Lisa Heiss besuchte das Königin-Katharina-Stift-Gymnasium in Stuttgart. Während des Ersten Weltkriegs war sie für die Pressestelle des Deutschen Roten Kreuzes tätig. Von 1918 bis 1921 absolvierte sie ein Studium der Volkswirtschaftslehre an der Landwirtschaftlichen Hochschule Hohenheim und an der Universität Heidelberg.
Nach ihrer Heirat im Jahre 1923 zog sie 1925 mit ihrem Ehemann in die Vereinigten Staaten. Das Ehepaar lebte bis 1932 in New York, wo Heiss in der Einkaufsabteilung eines Warenhauses arbeitete und nebenbei erste Hörspiele schrieb. Nach der Rückkehr des Ehepaars nach Deutschland war sie freie Mitarbeiterin des Reichssenders Stuttgart; ab 1939 lebte sie als freie Schriftstellerin in Stuttgart. Nach 1945 unternahm Lisa Heiss zahlreiche Reisen, u. a. 1964 nach Indien. Seit den 1970er Jahren war sie in Mainz ansässig.
Lisa Heiss war Verfasserin von Kinder- und Jugendbüchern, Theaterstücken und Hörspielen. Ihre erzählenden Werke behandeln eine Vielzahl von aktuellen Themen, umfassen aber auch Kriminalromane und historische Romane.

## Werke
- Deutsche am Werk, Stuttgart 1939 (zusammen mit Doris Carstanjen)
- Die große Kraft, Stuttgart 1939
- Cornelia, Stuttgart 1940
- Cornelia und das Kind Nell, Stuttgart 1941
- Der Schwefelkönig von Louisiana, Reutlingen 1941
- Auf Wiedersehen in Tübingen, Stuttgart 1943
- Große Welt – kleine Welt, Stuttgart 1949
- Hirth – Vater, Hellmuth, Wolf, Stuttgart 1949
- Sommerwolken überm Tegernsee, Stuttgart 1949
- July am Start, Stuttgart 1951
- Sepp, das Adlerauge, Stuttgart 1952
- Das blaue Taftkleid, Stuttgart 1953
- Georgia Falck, Stuttgart 1953
- Die seltsame Geschichte von Veronika, die zwei Mütter hatte, Wien [u. a.] 1954
- Helis großes  Camping, Düsseldorf 1955
- Kathrin bleibt in Afrika, Stuttgart 1955
- Margot in Amerika, Düsseldorf 1957
- Anruf aus Alaska, Stuttgart 1958
- Das Kopftuch mit den roten Tupfen, Stuttgart 1959
- Rosen für Angelika, Reutlingen 1959
- Plötzlich jagt ein Sturm daher, Reutlingen 1960
- Der Frühling beginnt im Herbst, Stuttgart 1961
- Sundri, Stuttgart 1962
- Das Bild mit dem blauen Rahmen, Stuttgart 1963
- Das Mädchen im Feuer, Stuttgart 1964
- Satya, Stuttgart 1965
- Simone und der Leopardenmantel, Stuttgart 1965
- Morgen blüht der Lotos, Stuttgart 1966
- Simone und der Mandarin, Stuttgart 1966
- Uns bläst der Wind so schnell nicht um, Stuttgart 1968
- Ein Glück, daß sie so lustig ist, Stuttgart 1970
- In den Händen der Guerillas, Stuttgart 1971
- Kleiner Delawarenhäuptling, Stuttgart 1971
- Röttger, Wohnblock D, 5. Stock, Stuttgart 1972
- Zum Frühstück eine rote Nelke, Stuttgart 1972
- Das Paparuda-Lied, Stuttgart 1973
- Ein Schäferhund für Claudia, Stuttgart 1973
- Die Entscheidung auf Bahn I, Balve (Sauerland) 1974
- Der Wurm im Apfel, Stuttgart 1974
- Der Schlußstrich, Stuttgart 1976
- Sie heißt Julia, Stuttgart 1976
- Beweisen Sie, daß Sie ein Genie sind, Stuttgart 1977
- Das Kaninchen auf der Autobahn, Stuttgart 1978
- Die Ente zwischen den Geranien, Stuttgart 1979
- Die Jagd nach den Brillanten, Menden/Sauerland 1980
- Der Überraschungshund, Stuttgart 1980
- Anna träumt von morgen, Stuttgart 1981
- Die singende Feldmaus, Stuttgart 1981
- Wo ist Maurice?, Menden/Sauerland 1981

Übersetzungen
- James Thurber: Die Prinzessin und der Mond, Stuttgart 1949